# يوريمية
اليوريميا أو اليوريمية أو بولينا أو تبولن الدم أو يوريمية هي حالة وجود مستويات عالية من اليوريا في الدم. واليوريا هي واحدة من المكونات الأساسية للبول، ويمكن تعريفها بأنها فائض المنتجات النهائية لأيض الحمض الأميني والبروتين في الدم، والذي يفرز عادة في البول. وهي أحد العلامات والأعراض ونتائج الاختبارات المعملية التي تنتج عن عدم كفاية الوظائف التنظيمية للكليتين، وهي أحد المظاهر السريرية النهائية للفشل الكلوي. وتم استخدام مصطلح متلازمة البولينا واليوريمة بشكل متبادل للدلالة على زيادة تركيز اليوريا الشديد في البلازما نتيجة الفشل الكلوي. وسيتم استخدام الدلالة السابقة في بقية المقال.
آزوتيميا أو تنترج الدم (Azotemia) هي كلمة أخرى تشير إلى ارتفاع مستويات اليوريا، وتستخدم أساسًا عندما يمكن قياس تغير مستويات اليوريا كيميائيًا ولكنه ليس شديدًا إلى الحد الذي يتسبب في ظهور أعراض. ويصف مصطلح يوريمية المظاهر المرضية وأعراض الآزوتيميا الشديدة.
لا يوجد وقت محدد لبداية اليوريمية في الأشخاص الذين يعانون من الفقدان التدريجي في وظائف الكلى، فقد يعاني الأشخاص الذين يعانون من وظائف الكلى أقل من 50 ٪ (أي معدل الترشيح الكبيبي (GFR) بين 50-60 مل) وأكثر من 30 سنة من العمر من يوريمية بدرجة ما، وهذا يعني أن ما يقدر بنحو 8 ملايين شخص في الولايات المتحدة مع معدل ترشيح كبيبي أقل من 60 مل لديهم أعراض يوريمية. وقد تكون الأعراض، مثل التعب، غامضة للغاية، مما يجعل تشخيص اختلال وظائف الكلى صعبا، والعلاج هو إجراء غسيل الكلى أو زرع الكلى.

## الأعراض والعلامات
العلامات التقليدية لليوريميا هي: الضعف التدريجي والإجهاد بسهولة، وفقدان الشهية بسبب الغثيان والقيء، وضمور العضلات، والهزات، والوظيفة العقلية غير الطبيعية، والتنفس الضحل المتكرر، والحماض الأيضي. وبدون تدخل عن طريق غسيل الكلى أو زرع الكلى، فإن اليوريمية بسبب الفشل الكلوي سوف تتطور وتسبب الغيبوبة والموت. لأن اليوريمية هي في الغالب نتيجة للفشل الكلوي، فغالبا ما تحدث علاماته وأعراضه مع علامات وأعراض أخرى للفشل الكلوي.
| المنطقة المصابة       | العلامات والأعراض |
| --------------------- | --- |
| الجهاز العصبي المركزي | أرق، نعاس، اضطرابات في الذاكرة والتركيز، ضعف، صداع، ارتباك، إعياء، تشنجات، غيبوبة، اعتلال دماغي، نقص التذوق ضعف الشم، فواق، التهاب المصلية |
| الجهاز العصبي المحيطي | التهاب الأعصاب المحيطة، متلازمة تململ الساقين، شد عضلي، اعتلال الأعصاب المحيطية، إجهاد تأكسدي، انخفاض درجة حرارة الجسم                     |
| القناة الهضمية        | فقدان الشهية، غثيان، قيء، شلل المعدة، التهاب النكفية، التهاب مخاطية الفم، قرحة هضمية سطحية                                                 |
| علم الدم              | فقر الدم، إرقاء، اختلال وظيفة الصفائح الدموية واللمف                                                                                       |
| جهاز الدوران          | ارتفاع ضغط الدم، تصلب عصيدي، مرض القلب التاجي، التهاب التأمور اليوريمي، وذمة محيطية، وذمة الرئة                                            |
| جلد الإنسان           | حكة، جفاف الجلد، إفراز اليوريا من الجلد |
| علم الغدد الصم        | اختلال النمو، الضعف الجنسي، عقم، انقطاع الحيض                                                                                              |
| الهيكل                | تلين العظام، أمراض العظم (خلال نقص فيتامين د، فرط جارات الدرقية الثانوي، فرط فوسفاتات الدم)                                                |
| التغذية               | سوء التغذية، فقدان الوزن، تقويض العضلات |
| أخرى                  | رائحة اليوريا بالفم |
| المناعة               | انخفاض الاستجابة للتحصينات، زيادة القابلية للإصابة بالعدوى، الأمراض النظامية الالتهابية                                                    |

يقيس معدل الترشيح الكبيبي (GFR) كمية البلازما التي يتم ترشيحها من خلال الكليتين. ومع انخفاض معدل الترشيح، يتفاقم سير المرض، ويمكن عكس بعض الآثار مع غسيل الكلى.
| معدل الترشيح الكبيبي (mL/min) | آثاره                             |
| ----------------------------- | --------------------------------- |
| 100-120                       | طبيعي                             |
| <60                           | أعراض اليوريمية تظل موجودة أو تقل |
| 30-60                         | ضعف الإدراك                       |
| 55                            | الإعياء وقلة التحمل               |
| <50                           | مقاومة الإنسولين                  |
| <30                           | قد يؤدي إلى الغيبوبة              |
| ≤15                           | الفشل الكلوي                      |

### متلازمة التبقي
يصاب الأشخاص الذين يخضعون لغسيل الكلى بما يعرف باسم «متلازمة التبقي»، وهي مرض لا يهدد الحياة ويظهر كتأثيرات سامة تسبب العديد من العلامات والأعراض التي تظهرها اليوريمية. وهناك عدة فرضيات لوجود متلازمة التبقي، وهي: تراكم المحاليل ذات الوزن الجزيئي الكبير التي يتم نفاذها بشكل سيئ (على سبيل المثال β2-ميكروغلوبولين)، أو تراكم المحاليل ذات الوزن الجزيئي الصغير المرتبط بالبروتين والتي يتم تفاذها بشكل سيئ (مثل سلفات الاندوكسيل)، أو تراكم المحاليل القابلة للنفاذية التي يتم إزالتها بشكل غير كامل (مثل الفوسفات في الخلايا أو عدم التخلص الكافي من المذيبات السامة الأخرى)، أو الظواهر غير المباشرة مثل إنتاج حمض الأيزوسيانك من البروتينات، أو تكلس الأنسجة، أو التأثير السام لعدم التوازن الهرموني (مثل هرمون الغدة الجار درقية)، أو الآثار السامة لغسيل الكلى نفسه (مثل إزالة الفيتامينات أو المعادن الهامة غير المعروفة). ويزيد غسيل الكلى من العمر الافتراضي للمرضى، لكن قد يكون لديهم وظائف كلوية محدودة، ويكون لديهم قيود جسدية تشمل ضعف التوازن وسرعة المشي والوظائف الحسية، كما تستمر الاضطرابات الإدراكية، مثل ضعف الانتباه والذاكرة وأداء المهام العليا. وقد يبقى المرضى أكثر من ثلاثة عقود على غسيل الكلى، ولكن متوسط معدلات الوفيات والإقامة في المستشفيات مرتفعة، كما أن إعادة تأهيل المرضى ونوعية الحياة سيئة.

## الأسباب

يوريا

تقع الظروف التي تسبب زيادة اليوريا في الدم في ثلاث فئات مختلفة: ما قبل الكلى، والكلى، وما بعد الكلى.
يمكن أن يحدث تنترج الدم ما قبل الكلوي بسبب انخفاض تدفق الدم خلال الكليتين (على سبيل المثال انخفاض ضغط الدم، وفشل القلب الاحتقاني، والصدمة، والنزيف، والجفاف) أو زيادة إنتاج اليوريا في الكبد عن طريق اتباع نظام غذائي غني بالبروتين أو زيادة تقويض البروتين (مثل في حالة الإعياء، والحمى، والعلاج بالكورتيكوستيرويد، والنزيف المعدي المعوي).
ويمكن أن يعزى الأسباب الكلوية إلى انخفاض وظائف الكلى، وتشمل الفشل الكلوي الحاد والمزمن، والتهاب كبيبات الكلى الحاد والمزمن، والتنخر الأنبوبي، وأمراض الكلى الأخرى.
ويمكن أن تكون أسباب ما بعد الكلى نتيجة انخفاض التخلص من اليوريا؛ بسبب تعرقل تدفق البول بسبب الحصيات أو أورام المثانة أو البروستات أو عدوى شديدة.

## التشخيص
يساعد التاريخ المفصل والدقيق والإرادة الجسدية في تحديد ما إذا كانت اليوريمية حادة أو مزمنة. وفي حالات اليوريمية الحاد، يمكن تحديد الأسباب والقضاء عليها، مما يؤدي إلى فرصة أكبر لاستعادة وظائف الكلى الطبيعية إذا تم علاجها بشكل صحيح.

### اختبارات الدم
الاختبارات الأولية التي أجريت لتشخيص اليوريمية هي لوحة الأيض الأساسية من حيث مستويات الكالسيوم والفوسفور في المصل لتقييم معدل الترشيح الكبيبي، ونيتروجين اليوريا في الدم، والكرياتينين، وكذلك مستويات البوتاسيوم والفوسفات والكالسيوم والصوديوم في الدم. وعند انخفاض معدل الترشيح الكبيبي (<30)، سوف تظهر اليوريمية في شكل ارتفاع كل من اليوريا والكرياتينين، ومن المرجح ارتفاع البوتاسيوم والفوسفات، ويكون الصوديوم طبيعي أو مرتفع قليلا، فضلا عن مستويات الكالسيوم التي يكون من المرجح انخفاضها. كما يتم تقييم فقر الدم، ووظائف الغدة الدرقية وجارات الدرقية. وقد يكون فقر الدم المزمن علامة مشؤومة عن حدوث الفشل الكلوي. وستساعد لوحات الغدة الدرقية والجار درقية على تقييم أي أعراض للإعياء، وكذلك تحديد الشذوذ في مستويات الكالسيوم التي تكون ذات صلة بمرض اليوريمية مقابل مرض استقلاب الكالسيوم الطويل الأمد أو غير المرتبط باليوريمية.

### اختبارات البول
قد يكون جمع البول على مدار 24 ساعة لتحديد تصفية الكرياتينين بديلاً، على الرغم من أنه ليس اختبارًا دقيقًا للغاية بسبب إجراء التجميع، وهناك اختبار مختبري آخر يجب أخذه في الاعتبار وهو تحليل البول مع الفحص المجهري لوجود البروتين، والأسطوانات، والدم، وتحديد الرقم الهيدروجيني.

### اختبارات النظائر المشعة
الاختبار الأكثر موثوقية لتحديد معدل الترشيح الكبيبي هو تصفية حمض اليوثلاميك، ولكنها قد تكون باهظة التكلفة وتستغرق وقتا طويلا. وتحسب المختبرات الإكلينيكية عمومًا معدل الترشيح الكبيبي مع تعديل صيغة النظام الغذائي في اعتلال الكلية (MDRD) أو صيغة Cockcroft-Gault.

### أخرى
بالإضافة إلى ذلك، قد تشير دراسات تجلط الدم إلى طول زمن النزف مع قيم طبيعية أخرى.

## آلية العمل
تؤدي اليوريمية إلى احتفاظ الجسم بالعديد من المركبات المختلفة. ومع فشل الكلى، يمكن لهذه المركبات أن تتراكم إلى مستويات خطيرة، وتم تحديد أكثر من 90 من تلك المركبات المختلفة، بعضها يمكن أن تكون سامة للجسم.
| المادة المذابة                | مثال                                                | المصدر                             | الخصائص                                                           |
| ----------------------------- | --------------------------------------------------- | ---------------------------------- | ----------------------------------------------------------------- |
| الببتيدات والبروتينات الصغيرة | β2-ميكروغلوبيلن                                     | بروتين معقد التوافق النسيجي الكبير | فقيرة الديلزة بسبب كبر حجمها                                      |
| الجوانيدين                    | حمض جوانيدينوسكسينيك                                | أرجنين                             | زيادة إنتاجه في اليوريمية                                         |
| فينولات                       | ρ-سلفات الكريزيل                                    | فينيل ألانين، تيروسين              | يرتبط بالبروتين، وتنتجه بكتيريا الأمعاء                           |
| إندول                         | إنديكان                                             | تريبتوفان                          | يرتبط بالبروتين، وتنتجه بكتيريا الأمعاء                           |
| الأمينات الأليفاتية           | ثنائي ميثيل أمين                                    | كولين (مركب كيميائي)               | ذات انتشار كبير، وتنتجها بكتيرية الأمعاء                          |
| بوليول                        | 3-كربوكسيل-4-ميثيل-5-بروبيل-2-حمض الفريانوبروبيونيك | غير معروف                          | يرتبط بالبروتين بإحكام                                            |
| أوكيلوسيد                     | سودويوريدين                                         | حمض نووي ريبوزي ناقل               | الأبرز من عدة أنواع متغيرة من الحمض النووي الريبوزي               |
| حمض ثنائي الكربوكسيل          | أوكسالات                                            | فيتامين سي                         | تشكيل رواسب بللورية                                               |
| كربونيل                       | كلايوكسال                                           | مركب وسيط من الجلوكوز              | التفاعل مع البروتينات لتشكيل منتجات نهاية متقدمة من تحلل الجلوكوز |

### السموم اليوريمية
السموم اليوريمية هي أي مركبات نشطة بيولوجيا يتم احتفاظ الجسم بها بسبب ضعف الكلى، كما يمكن أن يكون العديد من الأملاح اليوريمية سموم يوريمية.
كانت اليوريا واحدة من أول المستقلبات التي تم تحديدها. ويرتبط إزالتها مباشرة ببقاء المريض ولكن تأثيرها على الجسم غير واضح بعد. ومع ذلك، فليس من المؤكد أن الأعراض المرتبطة حاليًا باليوريمية تسببها في الواقع اليوريا الزائدة، حيث أظهرت إحدى الدراسات أن الأعراض اليوريمية قد تم تخفيفها عن طريق بدء عملية الغسيل الكلوي، حتى مع إضافة اليوريا عند الغسيل للحفاظ على مستوى نيتروجين اليوريا في الدم عند حوالي 90 ملغ لكل ديسيلتر (أي حوالي 32 ملي مول لكل لتر). ويمكن أن تكون اليوريا مقدمة لجزيئات أكثر سمية، ولكن من المرجح أن يكون الضرر الذي يحدث للجسم ناتج من مزيج من مركبات مختلفة قد تعمل كمثبطات إنزيمية أو تنتقص من نقل الغشاء.
| السم                    | آثاره | مراجع  |
| ----------------------- | --- | ------ |
| يوريا                   | عند التركيزات العالية [> 300 ملغ/ديسيلتر (> 50 مليمول/لتر)]: الصداع، والقيء، والإرهاق، وكارباملة البروتينات                                                      | [ 4 ]  |
| كرياتينين               | ربما يؤثر على تحمل الجلوكوز وبقاء كريات الدم الحمراء | [ 4 ]  |
| سيانات                  | النعاس وارتفاع نسبة السكر في الدم، كرباملة البروتينات وتغير وظائف البروتين بسبب كونه منتج تكسير اليوريا                                                          | [ 4 ]  |
| بوليول (مثل، إينوزيتول) | اعتلال الأعصاب المحيطية | [ 4 ]  |
| فينولات                 | يمكن أن تكون شديدة السمية لأنها قابلة للذوبان في الدهون، وبالتالي يمكن أن تمر عبر الأغشية الخلوية بسهولة                                                         | [ 4 ]  |
| "جزيئات وسطية"          | يتخلص مرضى غسيل الكلى البريتوني من الجزيئات المتوسطة بشكل أكثر كفاءة من مرضى غسيل الكلى الدموي، ويُظهروا علامات أقل من اعتلال الأعصاب من المرضى غسيل الكلى الدموي | [ 4 ]  |
| β2-ميكروجلوبيلن         | كلية نشوانية | [ 4 ]  |
| سلفات الإندوكسيل        | قصور كلوي وقصور قلبي وعائي مع مرض الكلى المزمن والمرض القلبي الوعائي                                                                                             | [ 11 ] |
| ρ-سلفات الكريزيل        | يتراكم في مرض الكلى المزمن ويُنبيء بحدوثه | [ 11 ] |

### الخصائص الكيميائية الحيوية
تتأثر العديد من الوظائف التنظيمية للجسم باليوريمية، فيختل كل من تنظيم سوائل الجسم، واحتباس الملح، وإفراز المستقلبات الحمضية والنيتروجية على نطاق واسع. فيتعرّض تنظيم سوائل الجسم للخلل بسبب إفراز السوائل، أو فقدانها بسبب القيء أو الإسهال، بينما يتم إضعاف تنظيم الملح عندما يكون يقل تناول الملح أو عدم كفاية حجم الدم، كما يختل إفراز الحمض وإفراز المستقلبات النيتروجينية مع فقدان وظيفة الكلى.
| المستقلبات النيتروجينية المختزنة | اضطرابات السوائل، والحمض والقاعدة، والكهارل            | عدم تحمل الكربوهيدرات                            | التمثيل الغذائي الشاذ للدهون                 | تغير وظيفة الغدد الصماء                                                                       |
| -------------------------------- | ------------------------------------------------------ | ------------------------------------------------ | -------------------------------------------- | --------------------------------------------------------------------------------------------- |
| يوريا                            | ثابت أسمولية البول                                     | مقاومة الإنسولين (وقد يحدث انخفاض سكر الدم أيضا) | فرط ثلاثي غليسيريد الدم                      | فرط هرمونات الجار درقية الثانوي                                                               |
| سيانات                           | حماض أيضي                                              | يزيد إنسولين البلازما أو يظل طبيعيا              | انخفاض كولسترول البروتين الدهني عالي الكثافة | تغير أيض الثيروكسين                                                                           |
| كرياتينين                        | نقص صوديوم الدم أو فرط صوديوم الدم أو فرط كالسيوم الدم | الاستجابة المتأخرة لتحميل الكربوهيدرات           | فرط شحميات الدم                              | فرط رينين الدم وفرط الألدوستيرونية                                                            |
| مركبات الجوانيدين                | فرط كلور الدم                                          | فرط جلوكاجون الدم                                |                                              | نقص رينين الدم                                                                                |
| الجزيئات الوسطية                 | نقص كالسيوم الدم                                       |                                                  |                                              | نقص الألدوستيرونية                                                                            |
| حمض البول                        | فرط فوسفاتات الدم                                      |                                                  |                                              | انخفاض إنتاج الإرثروبويتين                                                                    |
|                                  | فرط مغنسيوم الدم                                       |                                                  |                                              | خلل الغدد التناسلية (زيادة هرمون البرولاكتين والهرمون المنشط للجسم الأصفر، ونقص التستوستيرون) |
|                                  | نقص نشاط مضخة الصوديوم والبوتاسيوم                     |                                                  |                                              | زيادة غاسترين المصل وهرمون تحفيز الخلايا الصباغية                                             |

## تاريخ
تم تبلور اليوريا والتعرف عليها بين عامي 1797 و1808، وتم الافتراض بأن اليوريا هي مصدر الأمونيا البولية خلال ذلك الوقت، وتم تأكيد ذلك في عام 1817، كما تم الافتراض بأن زيادة اليوريا قد تؤدي إلى اضطرابات معينة. وفي وقت لاحق من عام 1821، تم التأكد من أن الجسم ينتج اليوريا وأنه يتم إفرازها عن طريق الكلى. وفي عام 1827، تم تصنيع اليوريا لأول مرة في المختبر، مما يؤكد تركيبة اليوريا وجعلها أول مادة بيولوجية تم تصنيعها. وفي عام 1856، تم إنتاج اليوريا في المختبر عبر أكسدة البروتينات. وفي عام 1850، قام توماس دتروشيت بتجربة فكرة غسيل الكلى مع اكتشاف فصل جزيئات أصغر من جزيئات أكبر خلال غشاء نصف نافذ. وتم الحصول على دليل مقنع في عام 1829 و1831 بارتفاع اليوريا في الدم في بعض المرضى. واقترحوا أيضا أن الضرر قد يكون ناجما عن ذلك. وأشارت أبحاث لاحقة إلى أن الاضطرابات العصبية الكبرى، مثل الغيبوبة والتشنجات لا ترتبط بالنتائج الفيزيائية التي شملت الوذمة المعممة للدماغ، ويشير ذلك إلى أن اليوريمية هي شكل من أشكال التسمم بالدم. وفي عام 1851، قام فريريش بوصف متلازمة اليوريمية الإكلينيكية، واقترح أن السمية هي الآلية التي سببتها. وفي عام 1856، طور جي بيارد طريقة حساسة لقياس اليوريا في الدم، وكان قادرا على اكتشاف انخفاض بنسبة 40٪ من تركيز اليوريا بين الشريان الكلوي والوريد الكلوي، وعزز هذا العمل حقيقة أن الفشل الكلوي يتزامن مع زيادة اليوريا في الدم. وكان عمل بيكار مع فريريش هو الذي جعل مصطلح يوريمية شعبيا.

## روابط خارجية
- Uremia, WebMD.com
- Understanding Uremia, uspharmacist.com